# Elodia
Elodia – szósty album szwajcarskiego duetu Lacrimosa. Został wydany 7 czerwca 1999 roku w Szwajcarii przez wytwórnie Hall of Sermon i East West Records.
Elodia to album koncepcyjny nazywany również operą rockową podzieloną na trzy akty. Pierwszy z nich opisuje gasnącą miłość, drugi - rozstanie, natomiast trzeci rozpoczyna interpretacja utwóru pt. Sanctus pochodzącego z najsłynniejszego dzieła Mozarta pt. Requiem d-moll (KV 626) i kończy iskierką nadziei.

## Lista utworów
Opracowano na podstawie materiału źródłowego.
Akt 1
1. „Am Ende Der Stille” (sł. Tilo Wolff, muz. Tilo Wolff) - 08:08
2. „Alleine zu zweit” (sł. Tilo Wolff, muz. Tilo Wolff) - 04:16
3. „Halt Mich” (sł. Tilo Wolff, muz. Tilo Wolff) - 04:00
4. „The Turning Point” (sł. Anne Nurmi, muz. Anne Nurmi, Tilo Wolff) - 05:00
Akt 2
5. „Ich Verlasse Heut' Dein Herz” (sł. Tilo Wolff, muz. Tilo Wolff) - 08:31
6. „Dich zu Töten Fiel Mir Schwer” (sł. Tilo Wolff, muz. Tilo Wolff) - 08:00
Akt 3
7. „Sanctus” (sł. Tilo Wolff, muz. Tilo Wolff) - 14:13
8. „Am Ende Stehen Wir Zwei” (sł. Tilo Wolff, muz. Tilo Wolff) - 05:47

## Twórcy
Opracowano na podstawie materiału źródłowego.

- Tilo Wolff - wokal, fortepian, kompozycje, teksty
- Anne Nurmi - instrumenty klawiszowe, wokal
- AC - instrumenty perkusyjne
- Jay P. - gitara basowa
- Sascha Gerbig - gitara rytmiczna
- Gottfried Koch - gitara akustyczna
- The London Symphony Orchestra
- Hamburg State-Opera